# Selaginella trichoclada
Selaginella trichoclada är en mosslummerväxtart som beskrevs av Arthur Hugh Garfit Alston. Selaginella trichoclada ingår i släktet mosslumrar, och familjen mosslummerväxter. Inga underarter finns listade i Catalogue of Life.